# Пљачка „Велс Фарго”
Пљачка ”Велс Фарго” је 37. епизода стрип серијала Кен Паркер објављена у Лунов магнус стрипу бр. 584. Објавио ју је Дневник из Новог Сада у марту 1984. године. Имала је 94 стране и коштала је 30 динара. Епизоду је нацртао Карло Амбросини, а сценарио написали Ђанкарло Берарди и М. Мантеро. Аутор насловне стране није познат (али је по свој прилици исти као за ЛМС-565, 571. и 578).

## Оригинална епизода
Оригинална епизода објављена је у марту 1981. године под насловом Cronaca. Издавач је била италијанска кућа Cepim. Коштала је 600 лира и имала 96 страна.

## Кратак садржај
Почетком 1877. године у градићу Буту (Монтана) Кен спашава човека по имену Џорџ Малдон од покушаја убиства хотелу. Путујући с њим, Кен сазнаје да је Маледон заправо државни џелат који је кренуо у Боис сити да изврши смртну пресуду вешањем Винсенту Хаглеру, најмлађем брату банде браће Хаглер, оптуженим за убиства приликом пљачке ”Велс Фарга” од пре два месеца.

## Значај епизоде
Тема епизоде је поштовање закона и улога смртне казне у одржању владавине права. Џорџ Малдон објшњава да су за владаину права неопходна три услова: ”сигурност да ће прекршилац закона бити ухапшен, да ће му бити непристрасно суђено и да ће у потпуности казну да издржи.”
Међутим, Кен отвара питање начина извршења казне. Да ли је за одрживост владавине права неопходно да се најтежа кривична дела кажњавају смртном казном? Шта ако суд и порота погреше?, пита се Кен. Кенова основна мотивација за овакав став је сопствено искуство, које је имао пре неколико година када су га невиног оптужили за убиство човека. (ЛМС-466)
На ову дилему, Малдон има одлучан одговор да је смртна казна, нажалост, потребна. Кен се до краја епизоде не саглашава са оваквим ставом. Поред аргумента погрешне одлуке, он на крају уводи још два аргумента: смрта казна није толико ефикасна, јер не делује увек као одвраћајући фактор, као и тврдњу да по којој онај ко има стомак да убије другог човека ”нема право да суди никоме, чак ни једноме убици.”